# Falling Rain
Falling Rain è il secondo singolo estratto dall'album The Unattractive Revolution del gruppo musicale hair metal svedese "Crashdïet". È stato pubblicato il 23 febbraio 2008 con l'etichetta discografica "Universal Music Group". La canzone è stata composta da Martin Sweet.

## Il testo
La canzone, in lingua inglese, tratta di una prostituta adolescente. Che la ragazza in questione sia un'adolescente lo si evince dalle frasi "just another hopeless teenage tragedy" (soltanto un'altra tragedia adolescenziale senza speranza) e "daddy's girl..." (la ragazza di papà...). Che la ragazza sia una prostituta lo si capisce da "All the johns wait in line to try her" (tutti i clienti fanno la fila per lei) e "They can rent her by the hour" (possono "affittarla" a ore).

## Tracce
1. Falling Rain – 4:46
2. Falling Rain (Versione per la radio) – 4:12

## Formazione
- H. Olliver Twisted - voce
- Martin Sweet - chitarra
- Peter London - basso
- Eric Young - batteria

## Il videoclip
Il video musicale è un collage di esibizioni dal vivo e di registrazioni dietro le quinte dei concerti della band.